# 桐條紗綾
桐條紗綾（きりじょう さあや、1995年12月25日 - ）は、日本のAV女優。
以前は、「森 はるら(もり はるら)」として活動。

## 略歴・人物
東京都出身。2014年12月、エスワンの専属女優としてデビューした巨乳AV女優。
2015年8月よりOPPAI専属となり2作品に出演。以降は多数のメーカーに出演している。
2015年5月に公式ブログが削除され、後に公式ツイッターも削除。所属事務所のブログ・ツイッター一覧からも削除されている。
2018年1月末にツイッター再開。
趣味は料理でハンバーグが得意。
2022年11月13日にE-BODYから桐條紗綾に改名して再デビューした。
2023年5月22日週FANZA動画フロアランキングにて、出演した『BAZOOKA 冬の大感謝セール コスパ最強ノーカットベスト爆乳限定2749分』（BAZOOKA）が1位を記録。
2023年12月4日週FANZA動画フロアランキングにて、同年9月に発売したシリーズ総集編作品『ホイホイfriends 06 素人ホイホイFriends・素人・ハメ撮り・ドキュメンタリー・個人撮影・巨乳・美乳・くびれ・飲酒・OL・ドM・セフレ・潮吹き・お漏らし・放尿・清楚・長身・お姉さん・美脚・コスプレ・電マ・筋肉・肉食』（素人ホイホイ/妄想族）が1位に急上昇した。
AVライターの芝田カズは「反り腰の美しさや、なまめかしい乳揺れは注目」、「爽やかなルックスを生かしつつ、教育実習生、メイド役もこなす年齢不詳の女優さんとして評価を上げている」と批評した。

## 出演作品

### アダルトDVD

#### 2014年
- 新人NO.1 STYLE 森はるら AVデビュー（12月19日、エスワン）

#### 2015年
- 森はるら、イキます。初体験4本番（1月19日、エスワン）
- 超高級風俗嬢（2月19日、エスワン）
- 交わる体液、濃密セックス（3月19日、エスワン）
- Harura 爛漫、春色笑顔（3月26日、REbecca）
- 秘密捜査官の女 徹底凌辱されるキリングマシーン（4月19日、エスワン）
- 従順過ぎて何でも聞いちゃう老人介護士（5月19日、エスワン）
- 彼女のお姉さんは巨乳と中出しOKで僕を誘惑（8月19日、OPPAI）
- 童貞なのにいきなり巨乳と中出しSEX 筆おろしバスツアー!!（9月19日、OPPAI）
- 巨乳女子大生限定!! 箱根でデート中の素人カップル対抗 勝ったら賞金100万円!負けたら連続生中出し! 混浴温泉中出し野球拳 2 彼氏の目の前で一般男性客たちと生まれて初めての生挿入SEX! 中出し合計16発（10月8日、ディープス）
- SOD女子社員 各部署代表No.1美巨軟乳社員8名(全員Fカップ以上!)大集合 びっしょ濡れおっぱい!! 水上野球拳（10月22日、SODクリエイト）※森下はるか名義
- 母性溢れる巨乳の妹が僕を励ましながら汗だく中出し性交（10月23日、V&R PRODUCE）
- 出会い系で連れ込んだ爆乳素人を隠し撮り、そのまま無許可でAV発売。（11月1日、Fitch）
- 制服美少女と性交（11月6日、ドリームチケット）
- 中出しサイクリング女子（11月7日、Be Free）
- 友情破滅PROJECT お金を出すので友達同士でエッチなことをしてもらえませんか? 2（11月10日、ブリット）
- 「何で私こんなの(18cm超級のメガバイブ)買っちゃったんだろう?」 メガバイブにハマってしまった妹は粗チン彼氏では満足できなくなり、不意に見てしまった兄のメガチンに発情!試したい気持ちを抑えきれず…。（11月12日、Hunter）
- 女子校生のスカート丈は膝上何センチまで大丈夫なのか?と言いつつパンツ見ちゃいました。ノリがいいからエッチなお願いもノリノリでOK?（11月12日、SWITCH）
- ガチ本番極上!! 素人ナンパ即挿入!! in大宮（11月13日、S級素人）
- 過激すぎるド素人娘 4時間スペシャル 29（11月13日、S級素人）
- ミス・ランジェリーナ 2 高級コールガールの淫靡なランジェリーと濃密な性交4時間（11月13日、BAZOOKA）
- 女のカラダは腰使いで決まる! 4時間 18（11月13日、BAZOOKA）
- 素人ナンパ持ち帰り!盗撮SEX横流し映像 11（11月13日、ナンパHEAVEN）
- 17歳年の離れた少女と子作り不倫旅行 with愛しのピッチピチ巨乳Hカップはるたん（11月13日、FIRST STAR）
- 女子校生飼い馴らし伝説 僕の中出されオナドール HARU（11月19日、キチックス）
- JKガン見淫語手コキ（11月20日、OFFICE K'S）
- ビジネスホテルのマッサージ師の胸チラで股間が反応してしまった俺 6（11月26日、AKNR）
- パンコキ JK脱ぎたてほかほかパンティをチ●ポに被せシコられる極上のパンツコキ（11月27日、REAL）
- 裏風俗最前線!! 寝取られ願望の人妻が働いているデリヘル呼んだらまさかの夫婦登場!!ガチ寝取りプレイを懇願!!愛撫だけでは満足できず「挿れて下さい」と生中出しプレイを求めてくる噂は本当なのか!?徹底SCOOP!（11月27日、SCOOP）
- 連日の猛暑のせいで熱中症が続出!?そんな中、僕らの学校が緊急で作った校則は「スーパークールビズ」だった!周りを見れば女子のイヤラしく発育した身体が!そんな状況で授業に集中できる訳もなく、女子を見るたびムラムラしてしまい…（12月1日、DOC）
- 夜姦ホームルームは終わらない… おっさん達の逆襲が、今始まる…森はるら、覚悟しなさい!（12月4日、クリスタル映像）
- おま♥こパッカ〜ン女子校生（12月4日、OFFICE K'S）
- マジックミラー号 「早漏に悩む男性の暴発改善のお手伝いしてくれませんか?」 街中で声をかけた押しに弱い心優しい人妻さんが敏感チ●ポを励まし互いに何度も気持ちよくなる連続射精SEX!! 3（12月10日、SODクリエイト）
- 巨乳だらけの女子大生寮で毎日子作り中出しSEX（12月11日、BAZOOKA）
- 「中に出して…夫と子供には内緒」 自宅で愚痴聞き屋に中出しセックスをせがむ美人人妻たち 8（12月11日、S級素人）
- オフパコ報告 美少女コスプレイヤー個人撮影（12月11日、TMA）
- 妹の爆乳は一見にしかず nostalgie #03 Hカップ 96cm 森はるら（12月18日、チェリーズ）
- ｢動かないで!すぐ終わるから!｣ 突然できた義妹はヤリマン女子高に通う普通ではない女の子だった!父親が再婚して突然出来た妹は何と地元で超がつく程のH好きが集まるヤリマン女子高に通う女の子。家の中でも期待を裏切らない際どい格好をしている義妹。とにかく普段からパンチラ&胸チラ全開で女の子に不慣れな僕は毎日勃起しまくっています。僕がパンチラ&胸チラを見てるのと同じくらい勃起しているのを見られていたらしく、ヤリマン心をくすぐっていたみたいで夜中、僕の部屋にやってきてチ○ポをメリメリと自分のマ○コにねじ込ませてきました!そして何度も中出しさせられてしまいました!（12月24日、Hunter）
- ずっとカメラ目線!! 巨乳もみもみTHEガマン（12月25日、UMANAMI）

#### 2016年
- こたつの中だからと安心して無防備な格好をしている大人しそうな女の子にこっそりイタズラを。周りに誰かがいて声を出せない状況に、パンツが濡れるほど興奮した彼女はビショビショに濡れたオマ○コを僕に… 2（1月1日、DOC）
- 生中出し女子校生4時間 Special Selection Vol.5（1月8日、BAZOOKA）
- 超高級巨乳秘書（1月8日、BAZOOKA）
- 完全女体観察4時間スペシャル（1月8日、S級素人）
- オイルマッサージ店で新人研修中、爆乳若奥様に「ねえ、中に出して」とせがまれたら、あなたならどうする?出す?出さない? 4（1月8日、SCOOP）
- 学校の帰りにエロプリしているJ○にガチ交渉! スケベな事しか考えていないならエッチな事させてください! 4（1月9日、DOC）
- Hカップ巨乳女子校生の妹と危険日汗だく孕ませSEX（1月13日、無垢）
- カリ首シコシコ淫語JK（1月19日、ドグマ）
- ロリ娘に口に入り切らないほどのデカチンイラマでヨダレを垂らしながらの連続お漏らしイキさせまくる!（1月21日、アパッチ）
- 100万円でモニタリングさせてください! 素人女性がM性感チャレンジ! 女性に一方的に責められたいM願望男子を募集してベッドに目隠し拘束!制限時間内に射精させた回数だけ謝礼UPに自分がここまで肉食だと思わなかった女子5名がアノ手あの口そして大胆M字騎乗でイキ狂うほど腰振りまくって何発ヌイてしまうのか?（1月22日、SCOOP）
- 生中出し若妻ナンパ! 14（1月22日、S級素人）
- 男女の性欲が逆転 僕の周りの女たちはいつもムラムラしっぱなしで性欲に飢えたドスケベばかり!の世の中。常に生ハメしたくて僕のチ○ポを狙ってくる!!（2月6日、アイエナジー）
- 女性用風俗に通いつめるセレブ妻たち! 媚薬エステで快楽に溺れる高級秘密店を完全盗撮（2月6日、Mr.michiru）
- レズビアン店員のいる乳揉みまくりランジェリーショップ（2月7日、ビビアン）
- 素人ナンパ!! とりあえず素股までが間違えてチ●ポがズボリッ!! Part.6（2月12日、S級素人）
- 日本最大の繁華街にある「老舗おっぱいパブ」では新人嬢がベテラン嬢から客を奪うために内緒でセックスさせてくれる。 しかも生で。 3（2月18日、Mr.michiru）
- 彼女のお姉さんは巨乳と中出しOKで僕を誘惑8タイトル丸ごと全部入り16時間BEST（2月19日、OPPAI）
- Hcup 91cmマゾ乳 生中出し（2月25日、ゲインコーポレーション）
- 温泉旅館で呼んだ極上巨乳ピンクコンパニオンはお座敷遊びの最中にビンビンに硬くなったチ●ポを認識!! その後…興奮が止まらずに欲情セックスにふける…（2月26日、SCOOP）
- 女子校生中出しソープ（3月1日、ワンズファクトリー）
- 巨乳素人3人娘 「メガネかけたら私たちバレませんか?」 PART2（3月1日、ABC）
- 街で偶然見かけたパイスラ女子校生。 「…こいつ、男の目線を意識してワザと胸を強調してるのか!?」 無意識なのか、挑発しているのか、発育途中の胸に興奮した僕は… 2（3月2日、DOC）
- おっぱい彼女（3月4日、h.m.p）
- 図書館で声も出せず糸引くほど愛液が溢れ出す敏感娘 17 リモバイ遠隔操作SP（3月5日、ナチュラルハイ）
- 黒人解禁!! Hカップ巨乳女子校生 放課後デカチン黒人と中出し乱交（3月5日、ROCKET）
- ど素人ナンパ 1人エッチ見せてとお願いしてついでに勃起したチ○ポのお世話してもらいました!（3月10日、ブリット）
- 純心戦姫ピュアブレイザー エンジェルブレイザー（3月11日、GIGA）
- 生挿入生汁中出し願望の一般素人 5 好き好んで性行為を行う最近の一般素人娘達。 過去に「生」を一度経験したカラダにゴムなんて不必要!?（3月11日、S級素人）
- 女子校生ナマ抱き枕を手に入れた…（3月13日、MOODYZ）
- 一般男女モニタリングAV 子供が大好き!どんなときでも笑顔あふれる素人の巨乳お姉さん限定! 童貞クンの夢である授乳手コキをお願いしたら心優しい新人の幼稚園の先生&保母さんは大きなおっぱいと母性愛を刺激され筆おろしSEXしてくれるのか!? 2（3月17日、ディープス）
- 男子禁制、女子寮に男はボク1人! 姉が住む女子寮はドスケベ女の巣窟!? 全寮制女子校に通う姉の元に、届け物を渡しにやってきたボク。男が珍しいのか、覗きに来た姉の友人達が続々と集まってきた。男について知りたい!と興味津々な姉の同級生に囲まれ、逃げたくても逃げられず、女子寮の中に連れ込まれてしまった。女子校だからか男に対する警戒心が低く無防備なので、パンチラや胸チラ見放題!半ば強制的に服を脱がしボクの下半身を興味本位で触りまくる女子達。 それでつい勃起してしまったら、皆の興味は更に高まり…（3月17日、Hunter）
- 近頃どうも妹のカラダの発達がいちじるしい。（3月17日、いもうとChannel）
- 夜行バスで隣に座る巨乳娘のおっぱいがカーブを曲がるたびに僕の腕にぶつかり感じている。直線なのに肘を乳首に当ててみたら喘ぎ声を小さく出したので最後までやっちゃいました。（3月19日、OPPAI）
- 変態に支配された性奴隷（3月25日、宇宙企画）
- 東京路上軟派!! 3 学生街突撃編（3月25日、S級素人）
- お仕事中のお姉さんは職場で制服のままM男の乳首をイジるのがお好き♥ VOL.03（4月1日、ドリームチケット）
- 合コンでお持ち帰りした女子を隠し撮り。 許可無しAV発売。 其の拾伍（4月1日、変態紳士倶楽部）
- 羞恥! 彼氏連れ素人娘をマシンバイブでこっそり攻めまくれ! 9 素人VSマシンバイブ 激安居酒屋に設置した特設スタジオから実況ナマ中継!（4月7日、サディスティックヴィレッジ）
- 修学旅行で東京に来たイモだけど超絶かわいい田舎女子校生を“読モ”にしてあげる、とダマして中出し、お友達を電話で呼び出させてその娘もレイプ（4月7日、サディスティックヴィレッジ）
- 弾丸美巨乳フェティシズム（4月8日、BAZOOKA
- 女子プロレス 巨乳トップレスファイト Vol.5（4月8日、バトル）
- 魅惑のテクニックで連続射精＆射精後亀頭責めで男の潮吹きっ！！出過ぎちゃって困る！！コレが噂の（ヤレる）回春マッサージ 2（4月8日、LEO）
- 120％リアルガチ軟派伝説 vol.35 in 仙台（4月9日、プレステージ）※まお名義
- 部活帰りのJKナンパ! 3 青春の香り嗅がせて下さい（4月9日、DOC）※あさみ名義
- ガチナンパ! ド素人さんデカちんの素人童貞くんをひと皮剥いて(一人前にして)くれませんか? 5（4月15日、ピーターズ）
- お姉ちゃんのリアル性教育（4月21日、グローリークエスト）
- 「休憩中の1時間バイトちゃんと2人きり!大人の男に憧れる女子高生はイケメン大学生にセクハラされても敏感に反応して嫌じゃない」 VOL.1（4月21日、DANDY）
- 冴えない女優の育てかた（4月22日、TMA）
- 正義戦隊ジャスティスファイブ 壮絶!ジャスティスピンク堕ちる（4月22日、GIGA）
- 濃厚ドロネバ精子と美乳ムチプリ少女（4月25日、ダスッ!）
- 森はるらのトップレスMIXプロレス 〜トップレス女子ファイタースーパー列伝〜（4月29日、バトル）
- AV女優の裏側リポート かたりたがらないがーる 森はるら（4月30日、HMJM）
- 家族想いでエッチなDQN娘 vol.4 はるらちゃん（4月30日、JUMP）
- イケメンの友達がほろ酔い状態の女の子を僕の部屋に連れて来た!女に無縁の僕にはそれだけで大興奮なのに超過激でHな王様ゲームが始まっちゃって… 5（5月7日、お夜食カンパニー）
- 一般男女モニタリングAV 社内で評判の美人巨乳OLと真面目な上司が2人っきりの密着オイルエステで初めての素股体験! 部下の大きすぎるおっぱいに触れてサラリーマンち○ぽはフル勃起! 上司のねちっこい手つきで火照ってしまったおま○こをガチガチち○ぽに擦りつけたら勤務中にも関わらずヌルッと挿入してしまうのか!?（5月12日、ディープス）
- 女子校生集団催眠中出し乱交 〜白目を剥きチ○ポを求める女子校生10人〜（5月13日、TMA）
- 女の惨すぎる瞬間 麻薬捜査官拷問 女捜査官 FILE 32（5月13日、Baby Entertainment）
- 金に困ってそうな人妻をターゲットにナンパを決行!撮影モデルで高額謝礼を持ちかけたら食いつきまくり!!現ナマ欲しさにカラダを差し出す人妻の生々しい実態!!（5月13日、SCOOP）
- ENDRESS BLACKHOLE vol6 ～終わりなき黒い穴～（5月13日、BabyEntertainment）
- レイプ 美人女子アナはGカップ TV局の超高級売春婦（5月26日、サディスティックヴィレッジ）
- 【スマホ推奨】撮り下ろし Gカップ以上限定！パイズリと手コキで発射させて頂きます！（6月1日、縦動画プロジェクト）
- 女子同士の悪ノリがエロすぎてヤバい! 去年まで女子校だったせいでクラスに男子はボク1人。だもんだから肩身が狭く存在感がないからまるで女子校のノリ。女子同士特有の悪ノリで下着姿でセクシーポーズ写メを撮り合ったり、おっぱいを揉み合ったり、スカートを捲り合ったりでとにかく過激すぎる!空気同然のボクはそれを見て勃起し続ける毎日…。しかし、ある時その勃起がうっかり見つかり、それまではしゃいでいた女子の態度が急変!（6月7日、Hunter）
- 高学歴の巨乳女子大生さんたちに突撃交渉！男子禁制の女子寮で同世代の童貞クンと人生初の王様ゲームしてみませんか? 勉強漬けでもてあましている大きなインテリおっぱいを独り占めでハメまくり!! 中出し放題!! 念願のハーレム筆おろし大乱交 in文京区・名門●●女子大学学生寮（6月9日、ディープス）
- 【※シロート失禁注意】 残業帰りOLがオシッコ我慢してタクシーでお漏らし!! 「弁償しなくていいから1発ヤラせてよ」で自宅SEXさせてくれた!!（6月10日、ACE KILLER）
- 可愛くて優等生の女子校生たちから中出しSEXをせがまれて困っている僕。 2（6月10日、BAZOOKA）
- 媚薬自慰キメ狂いオーガズム！！VOL.3（6月13日、BabyEntertainment）
- Z 縛肉加工PLANT（6月19日、ドグマ）
- 露出調教聖水レズビアン（7月7日、山と空/妄想族）
- 日焼けした女子大生3人組と冴えない巨チンの僕がまさかのハメまくり1泊2日旅行（7月8日、BAZOOKA）
- 水着素人ガチ軟派4時間スペシャル!!（7月8日、S級素人）
- 変態に支配された性奴●4時間BEST（7月22日、宇宙企画）
- 巨乳レズ姉妹〜私の初めてはお義姉ちゃんでした…〜 (8月13日、U&K)
- 爆乳だからってポッチャリとは限らない。（8月19日、ABC/妄想族）
- 魔界騎士イングリッド ANOTHER STORY ～失墜の騎士、屈辱の奴●契約～ (8月26日、ZIZ)
- 対魔忍アサギ ANOTHER STORY ～奴隷娼婦・墜落の対魔忍～ (9月1日、ZIZ) ※「AV OPEN 2016」ハード部門 エントリー作品
- 憧れ＠美巨乳姉妹百合 (9月2日、h.m.p)
- 思春期マ○コはオナニー好き ～潮吹きJK学園～ 総量約10，000mlの潮！潮！潮！（9月8日、サディスティックヴィレッジ）
- 困ったら「おっぱい」で完全論破 (11月11日、バルタン)
- なめらかスローイラマチオ 2～女の子のお口の中って優しくて温かい～（11月18日、SEX Agent/妄想族）
- 接吻面接 就活女子大生 内定をエサにムチムチボディを好き放題 (12月8日、ヒビノ)
- このJKを脅迫してビデオ作りました 示談性交FILE09 (12月13日、EROTICA)
- 関東某市で小さなマッサージ店を夫婦で営んでいるのですが…新米指圧師の妻が旅館のスケベな湯治客に指名されまくってねとられてしまいました…2 (12月13日、JET映像)
- 超早漏！女の子にしてもらうオナホ手コキ～挿入から発射までの天国ロード！いつものオナホがこんなにも！～（12月16日、SEX Agent/妄想族）
- イラマチオじゃない腰振りフェラチオ 7 ～締まりも温かさも膣穴越え。そして決してハラまないナマでの中出し～（12月16日、SEX Agent/妄想族）
- こたつ内はパンツ見放題という新事実!我慢できずマ●コにイタズラしたら、既に火照ってトロトロになっていた 2（12月25日、かぐや姫）

#### 2017年
- レズビアンがいる有名女子校の女子寮 バイノーラル録音で臨場感たっぷりのレズビアンの日常とプレイをお届け (1月19日、ビビアン)
- 身近な巨乳にパイズリ挟射 (2月1日、OPPAI)
- ラグジュTV×PRESTIGE SELECTION 22 (2月10日、プレステージ) ※竹内奈美名義
- 中出し変態ジジイ 2 献身的な3人の若嫁を●す最低な老人 (2月25日、AFRO-FILM)
- 【美巨乳まとめ】～神乳JK狩り～残念！マジでSEXハイ堕ち★神ルックス女子校生 8人4時間 (4月13日、EROTICA) 他
- 淫らに波打つ女神たちの美巨乳 4時間BEST (4月28日、BAZOOKA)
- 家政婦を呼んだらまさかのデカ乳デカ尻のフロントジッパー競泳水着のオンナが!尻に食い込む水着!ハミ出るオッパイに興奮した僕は我慢できず即ハメ生挿入!膣奥に響く激ピストンで豊満ボディを揺さぶりながら何度もイキまくり!気持ち良過ぎて何度も中出し懇願! (5月12日、V&R PRODUCE)
- 採精クリニック 精液採取に苦戦していたら、まさかの看護師さんが笑顔で「お手伝いしましょうか？」と言ってきた!ズッポン吸引フェラ・ケツ顔騎スタンプ・唾液ダラダラ接吻、患者様のご要望にはできるだけお応えいたします…! (5月18日、サディスティックヴィレッジ)
- パンチラ模擬店 ～エッチなアトラクションルーム (5月25日、アロマ企画)
- マッサージの新人セラピスト研修でモニター客となって感じちゃった僕。 (5月25日、アロマ企画)
- 美聖女戦士セーラープリズムagain ～魔触壺地獄～ (5月26日、GIGA)
- 結婚直前の蜜月、毎晩旦那さんに愛されて最高感度になっている新妻 ブライダルエステで油断したところに美人エステティシャンにレズプレイ仕掛けられたら気持ち良すぎてマシンバイブもすんなり受け入れる (6月1日、サディスティックヴィレッジ)
- 真面目で堅物なP○A会長が生徒にやさしく童貞筆おろし (6月1日、アイエナジー) 他
- ちっこい身体にでっかいオッパイ 乳揺れセックス＆乳プレイ (6月1日、ABC/妄想族)
- おま●こパッカ～ン女子校生 総集編4時間 (6月2日、OFFICE K’S)
- 自画撮りオナニーサポート エッチな体で見せつけ挑発！ (6月13日、アロマ企画)
- 友達のお姉さん達はボイン揃いで、胸チラ見せつけ、僕を誘惑してくるんだ。我慢できずボインをわしづかみしたら、お姉さんも興奮して僕のチ○ポをはなさない!友達やお母さんの見ていない所で僕を男にしてくれた。 (6月15日、SWITCH)
- よりどりみどり魅惑の7種 おっぱいコレクション 揉み舐め＆乳揺れSEX (6月19日、ABC/妄想族)
- HPを見ていたら、人妻添い寝リフレで働く妻のママ友を発見!店に行って「旦那さんには黙ってるから…素股だけして」と脅迫!チ○ポ挿入&生中出し! (7月6日、サディスティックヴィレッジ)
- 美少女が美脚で御奉仕するノーハンド回春エステ (7月13日、MOODYZ)
- 毎晩自らオイルマッサージに励むデカ乳姉をこっそり覗く童貞弟が母性溢れる巨乳に我慢できずまさかのSEX懇願!人生初の筆下ろしに焦る弟を姉が優しく馬乗り生挿入! (7月14日、V&R PRODUCE)
- 童貞を殺す服の似合う美少女と中出し性交 (7月28日、TMA)
- 【鬼畜実話】本当にあった、胸糞の悪い話。 (8月11日、BAZOOKA)
- 脱ぎたてパンティに包み込んでもらう、ぬくもり亀頭フェラ～あの日ふわりと風に揺れたスカートの中を忘れられない変態達へ～ (8月18日、SEX Agent/妄想族)
- シックスナインでセルフイラマチオ～マ●コ舐めを要求しながら喉奥まで咥える貪欲痴女精神～ (8月18日、SEX Agent/妄想族)
- じゅぷぬりゅドゥルンッ！いやらしスライドな素股手コキ～とろけ合う性器の限界密着でセックス未満なのにセックス以上～ (9月22日、SEX Agent/妄想族)
- お姉ちゃんのリアル性教育BEST vol.2 (10月19日、グローリークエスト)
- 同居する義姉、兄嫁（巨乳人妻）がエロ過ぎて… (12月1日、グレイズ)

#### 2018年
- 恥ずかしい卑猥な姿を夫以外の男性に見せながら何度もイキまくる変態若妻8人！性癖丸出し自画撮り投稿オナニー (1月12日、グレイズ)
- 淫乱すぎる巨乳女優たちとSEX合コンしてみました (1月25日、セレブの友)
- 容赦無き調教奴●イラマチオ2～支配こそ究極の快楽。嫌がる女の喉奥にねじ込み犯してモノにする～ (2月16日、SEX Agent/妄想族)
- ディルドぶっ挿しながらの痴的な手コキ～頭部の玩具でマ●コに頑張ってお仕えする程にご褒美チ●ポしごきは官能的になっていく～ (2月16日、SEX Agent/妄想族)
- 人妻温泉不倫旅行 (2月16日、クリスタル映像)
- 大暴露！本音（女子）トーク炸裂のレズビアン女子会 (2月25日、セレブの友)
- 秩序を乱す者にはエッチな制裁を！！学園を裏で牛耳るちょっぴりサディスティックな下乳生徒会役員 (3月9日、BAZOOKA)
- いつでも射精できる！抜きやすい挑発パンチラコレクション5 (3月25日、アロマ企画)
- ゆとり世代の女子校生を諭して愛情中出し (4月13日、BAZOOKA)
- 下乳とパンチラ挑発コレクション3 (5月25日、アロマ企画)
- 夜勤病棟レ○プ3 深夜の病室に一人で見回りに来た新米看護師純白のナース服をヒキチギッテ中出しレ○プ！！ (6月7日、サディスティックヴィレッジ)
- 小悪魔女子の馬乗りスタイルマッサージ店の生パンティー越しのマ○コの温もりがあまりにも気持ち良すぎると話題に。（6月13日、アロマ企画）
- オカルト研究部のすぺるまちっくな実験 ザーメン狂の女王降臨！？ ボクは何度も射精（イカ）されまくる！！（6月13日、アロマ企画）
- 妄想アイテム究極進化シリーズ 絶対に勃起しちゃう！普通のビーチがヌーディストビーチに見えるメガネ (7月12日、ROCKET)
- 妄想アイテム究極進化シリーズ 膨乳少女 (7月12日、ROCKET)
- 山と空スペシャル総集編 聖水レズビアン5時間 (7月19日、山と空/妄想族)
- 渋谷のクラブで真正本物中出し大乱交ハードコアパーティ！！！！ (7月26日、SODクリエイト)
- 私立バキュームフェラ学園 (11月1日、ムーディーズ)
- （裏）手コキクリニック ～特別版～ 性交クリニック 中出し看護SP カラーカードによる性交看護 (11月26日、SODクリエイト)
- 若くて綺麗な正妻になりたい義母5人と男はボク1人 (12月6日、アイエナジー)
- ニートの妹は隠れ巨乳のGカップ！そしてニートになった僕との真っ昼間、兄妹水入らず2人っきりのいやらしい時間！！（12月25日、思春期フィクション）

#### 2019年
- 家庭教師で童貞の僕をノーブラで誘惑する巨乳でかなりエッチな教え子… (1月3日、グローリークエスト)
- 昼間っから制服美少女と性交 15 完全なる着衣挿入 4時間 (1月4日、ドリームチケット)
- STOP！FAST！SLOW！時間操作DQN (1月10日、ROCKET)
- 過激なナースだらけで患者が退院したがらない人気病院に入院した僕のハレンチ入院生活2 (1月11日、BAZOOKA)
- 人間牧場2 (2月22日、TMA)
- 本当にあった濡れる話 ～大好きなカレとイチャラブ編～ (3月22日、GIRL’S CH)
- こたつに入った女は既に火照ってオマンコトロトロ (4月5日、ハイライト)
- ～接吻繚乱～濃厚接吻に酔う美しき女体 (4月11日、ヒビノ)
- 巨乳痴女医に犯●れる逆セクハラ健康診断 (4月12日、BAZOOKA)
- 年上好きな巨乳美少女と性交 (4月26日、ドリームチケット)
- 若嫁を●す最低な中出し変態ジジイ (5月10日、ハイライト)
- 男娼～私が愛を買う時～ (6月21日、GIRL’S CH)
- 人妻の淫らな欲望…他人棒で性欲を満たす不貞妻たちの濃厚SEX8時間 (7月19日、クリスタル映像)
- 女の惨すぎる瞬間 麻薬捜査官拷問 SPECIAL BEST vol.25～vol.32 見よ！！壮絶なる暗黒の痙攣 (7月25日、BabyEntertainment)
- 「おばさんが何回でも勃たせてあげる！！」素人熟女妻たちによる童貞筆下ろし11 ALL2連続生中出し 4組完全収録！ (9月20日、クリスタル映像) ※笹本みほ名義
- 淫らな熟女と温泉で本能のまま乱れる濃厚SEX8時間 (10月18日、クリスタル映像)
- セクシーランジェリー ピチピチユニフォーム露出度MAX 過激コスチューム×SEX (11月22日、BAZOOKA)

#### 2020年
- 『無垢』特選 神乳 神のごとき敏感なEカップ以上の美巨乳 4時間 (3月13日、無垢)
- 欲求不満の絶倫人妻がアナタに見せつけるGスポット直撃マン汁ぐっちょり悶絶絶頂指オナニー (11月26日、アイエナジー)

#### 2022年
- 極上スレンダーGcup人妻 桐條紗綾28歳 AVデビュー (11月15日、E-BODY)[2]

#### 2023年
- 最低10発はヌクッ 巨乳を震わせながらイキまくる何発でも中出しOKの巨乳媚薬サロン (2月13日、unfinished)
- 孕ませ不妊治療 NTR受精カウンセリング (3月5日、プラネットプラス)
- 暇さえあれば僕で欲求不満を満たす隣りの地味巨乳お姉さん (3月7日、BeFree)
- 出張先の旅館でまさかの相部屋 大嫌いな上司に死ぬほどイカされて (3月7日、Fitch)
- あなたよりエロい友達(ヤリマン)を紹介して下さい No27 (3月10日、DOC)
- 義父の五十路チ〇ポに魅了されてしまい三下り半を突き付けられた人妻 (3月28日、マザー)

### アダルトVR
- 4JOBシチュエーションで誘惑する黒ストッキングフェチVR (2019年1月31日、TMA)
- 巨乳OLわいせつ健康診断VR (2019年2月28日、TMA)
- 引越し先はパラダイス 初めてイッっちゃった 隣の美巨乳女子大生と実は童貞の僕がラッキー生中出しSEX (2019年5月20日、KMPVR-bibi-)
- 「貴方が決める超絶かわいいランキング」常に上位を独占するアイドル的存在の3人とまさかの学園祭の出し物を一緒に作成することになったので、僕の家に集まることに。緊張していて作業どころじゃない僕に3人からエッチなプレゼント (2019年5月20日、KMPVR-bibi-)

### イメージDVD
- Harura 爛漫、春色笑顔・森はるら（2015年3月26日、REbecca）
- ヴィーナス・テルメ 〜もりはると混浴温泉旅行!!〜（2015年4月28日、オルスタックソフト販売）
- まるみえ（2015年5月31日、INTEC Inc）
- 全裸ヨガ教室 Vol.7 森はるら編（2015年7月30日、オルスタックソフト販売）
- FAKE NAKED/NAKED（2015年11月23日、INTEC Inc）
- PG（2016年9月25日、ターンテーブル）※星川ゆい名義

## テレビ出演
- チャンネル生回転TV Midnightザップ!（2014年12月18日、BSスカパー!）